# چاک بلیزر
چاک بلِیزر (به انگلیسی: Chuck Blazer) (۲۶ آوریل ۱۹۴۵ – ۱۲ ژوئیه ۲۰۱۷) از مقام‌های بلندپایه فیفا و کونکاکاف بود که در سال ۲۰۱۵ به دلیل فساد برای تمام عمر از فعالیت‌های فوتبالی محروم شده بود. او در ۷۲ سالگی بعد از سالها مبارزه با سرطان روده درگذشت.